# Juan Cruz Real
Juan Cruz Real (Tandil, Argentina; 8 de octubre de 1976) es un exfutbolista argentino y entrenador de fútbol. Actualmente se encuentra sin club. 
Como jugador compitió en varias ligas sudamericanas, finalizando su carrera en el Astros Vasas del fútbol canadiense.

## Carrera como entrenador
Después de su retiro como jugador se quedó a vivir en Canadá, allí trabajo en clubes de formación durante varios años. Luego también trabajó en IMG Academy en los Estados Unidos 
Académicamente esta licenciado ante la AFA, Conmebol  y la UEFA. Sus primeras experiencias en la dirección técnica profesional fueron en el 2015 como entrenador en propiedad del Escorpiones de Belén Fútbol Club de Costa Rica. Luego en 2016 fue asistente en el Club Olimpo en su natal Argentina.
Entre noviembre de 2016 y abril de 2017 dirige en propiedad esta vez en el fútbol de Venezuela en el Estudiantes de Mérida Fútbol Club. Su primera incursión en el futbol colombiano se da en octubre de 2017 siendo anunciado como entrenador del Alianza Petrolera en la primera división. Dirige a este equipo hasta septiembre de 2018 alejándose de puestos de descenso. Luego en octubre de 2019 es anunciado por Jaguares de Córdoba, equipo también de la primera división del futbol colombiano, tomando al equipo en una situación crítica en puesto de descenso y logrando que el equipo se mantenga en la primera división para la temporada 2020.

### América de Cali
El 13 de julio de 2020 arregló como nuevo técnico del América de Cali. El técnico argentino clasificó a la final de la liga profesional  colombiana, luego de disputar la semifinal contra Junior de Barranquilla el 6 y el 13 de diciembre de 2020. Con un marcador global de 2-1 a favor, logró instalar al cuadro escarlata en la final de la liga. América disputaría la final contra Independiente Santa Fe, logrando una victoria en la ida de 3-0, mientras que en el partido de vuelta cayó 2-0, dejando el global 3-2. De esta forma, logró coronarse por primera vez campeón como director técnico.

### Junior de Barranquilla
El 20 de diciembre de 2021 se convirtió en nuevo entrenador de Junior de Barranquilla. En el Torneo Apertura 2022 cayó en los cuadrangulares semifinales. El 11 de septiembre de 2022 sería destituido del cargo después de empatar 0-0 de local ante Deportes Pereira.

### Deportes Tolima
El 28 de abril de 2023, fue oficializado como entrenador del Deportes Tolima en reemplazo de Hernán Torres.El 6 de septiembre del mismo año, anunció su salida del club colombiano después de una serie de malos resultados.

### Belgrano
El 25 de marzo de 2024, fue confirmado como entrenador de Belgrano.
Logro clasificar al equipo a octavos de final de la Copa Sudamericana, primera vez con el nuevo formato de competenciaal finalizar primero en la fase de grupos luego de la victoria en Brasil ante Internacional de Porto Alegre .
En su paso por el club no perdió ningún clásico regional, empatando con Talleres de Córdoba 0-0 en su visita al estadio Mario Alberto Kempes y ganando de local 3-1 a Instituto.
Finalizado en común acuerdo, el 25 de noviembre de 2024, tras la derrota 0-2 frente a Independiente Rivadavia de Mendoza, dejó de ser entrenador de Belgrano.

## Clubes

### Como jugador[16]
| Club                    | País              | Año               | Partidos | Goles |
| ----------------------- | ----------------- | ----------------- | -------- | ----- |
| Independiente           | Argentina         | 1995-1996         | 8        | 0     |
| Deportivo Español       | Argentina         | 1997              | 11       | 0     |
| Millonarios             | Colombia          | 1998              | 10       | 1     |
| Arsenal                 | Argentina         | 1999              | 28       | 3     |
| Independiente Rivadavia | Argentina         | 1999              | 22       | 1     |
| Brown de Arrecifes      | Argentina         | 2000              | 18       | 5     |
| Roulado FC              | Haití             | 2002              | 17       | 7     |
| Unión San Felipe        | Chile             | 2003-2004         | 23       | 6     |
| Brampton City United    | Canadá            | 2004              | 10       | 1     |
| Hamilton Thunder        | Canadá            | 2005              | 0        | 0     |
| Astros Vasas            | Canadá            | 2006-2009         | 19       | 0     |
| Consolidado total       | Consolidado total | Consolidado total | 166      | 24    |

### Otros cargos
| Club                 | País      | Año         | Cargo              |
| -------------------- | --------- | ----------- | ------------------ |
| Clarkson Sheridan SC | Canadá    | 2009 - 2012 | Director deportivo |
| Mississauga SC       | Canadá    | 2012 - 2014 | Director deportivo |
| IMG Academy          | Canadá    | 2014 - 2015 | Director deportivo |
| Olimpo               | Argentina | 2016        | Segundo entrenador |

### Como entrenador
| Equipo                 | País              | Desde                    | Hasta                    | Partidos | Partidos | Partidos | Partidos | Partidos | Partidos | Partidos | Partidos    |
| Equipo                 | País              | Desde                    | Hasta                    | PJ       | PG       | PE       | PP       | GF       | GC       | DG       | Rendimiento |
| ---------------------- | ----------------- | ------------------------ | ------------------------ | -------- | -------- | -------- | -------- | -------- | -------- | -------- | ----------- |
| Belén                  | Costa Rica        | 2 de octubre de 2015     | 25 de octubre de 2015    | 4        | 1        | 0        | 3        | 5        | 11       | -6       | 25%         |
| Estudiantes de Mérida  | Venezuela         | 28 de noviembre de 2016  | 3 de abril de 2017       | 9        | 2        | 3        | 4        | 7        | 9        | -2       | 33.33%      |
| Alianza Petrolera      | Colombia          | 25 de octubre de 2017    | 1 de septiembre de 2018  | 38       | 11       | 10       | 17       | 45       | 57       | -12      | 37.72%      |
| Jaguares de Córdoba    | Colombia          | 30 de septiembre de 2019 | 12 de marzo de 2020      | 15       | 4        | 1        | 10       | 14       | 29       | -15      | 28.89%      |
| América de Cali        | Colombia          | 13 de julio de 2020      | 28 de abril de 2021      | 47       | 17       | 17       | 13       | 58       | 46       | +12      | 48.23%      |
| Junior de Barranquilla | Colombia          | 20 de diciembre de 2021  | 11 de septiembre de 2022 | 50       | 23       | 10       | 17       | 70       | 51       | +19      | 52.67%      |
| Deportes Tolima        | Colombia          | 28 de abril de 2023      | 6 de septiembre de 2023  | 17       | 5        | 7        | 5        | 17       | 19       | -2       | 43.14%      |
| Belgrano               | Argentina         | 25 de marzo de 2024      | 26 de noviembre de 2024  | 35       | 12       | 13       | 10       | 42       | 41       | +1       | 46.67%      |
| Consolidado Total      | Consolidado Total | Consolidado Total        | Consolidado Total        | 214      | 75       | 61       | 78       | 256      | 260      | -4       | 44.55%      |

## Palmarés

### Como entrenador
| Título              | Equipo          | País     | Año  |
| ------------------- | --------------- | -------- | ---- |
| Categoría Primera A | América de Cali | Colombia | 2020 |